# Sierra Prieta
La sierra Prieta es una formación montañosa del centro-oeste de la provincia de Málaga, en Andalucía, España. Está situada entre los términos municipales de Alozaina y Casarabonela, al noroeste del parque natural de la Sierra de las Nieves. No forma parte del mismo, pero sí de la reserva de la biosfera de la Sierra de las Nieves y las ZEPA y ZEC a ella asociada. 

## Geología
Junto con la vecina sierra Cabrilla es parte de un mismo conjunto montañoso aislado y abrupto que se alza por encima de los 1.500 m s. n. m. Litológicamente sierra Prieta está constituida por calizas y margas del Jurásico y dolomías del Triásico.

## Flora y fauna
Presenta un peculiar terreno rocoso, generalmente poco arbolado. No obstante, se encuentran vestigios de bosques caducifolios, arces, mostajos, cerezos de Santa Lucía y quejigo. 
Sobre la fauna cabe señalar la presencia de la araña endémica Macrothele calpeiana y del lepidóptero Euphydryas aurinia, que fueron citadas en un estudio realizado en 2010 en el ámbito de las sierras Prieta y Cabrilla.